# Aikawa Nanase
Aikawa Nanase (相川七瀬 Aikawa Nanase, Tương Xuyên Thất Lại) (sinh ngày 16 tháng 2 năm 1975) là một nữ ca sĩ nhạc rock Nhật Bản, cô được mệnh danh là "Queen of Rock" và là một trong những ca sĩ nổi tiếng nhất của thập niên 1990.

## Tiểu sử
Aikawa sinh ra tại Osaka, Nhật Bản. Ngay khi còn học ở trường trung học, cô đã bắt đầu ca hát, cô đã chọn ca khúc đã ít được nghe, nhưng điều đó đã gây nên sự chú ý của nhà soạn nhạc lừng danh Tetsuro Oda. Khi 15 tuổi, cô đã rời khỏi trường học và được luyện tập bởi Tetsuro Oda. Năm năm sau, khi 20 tuổi, cô đã cho ra single đầu tiên, "Yume Miru Shojo jairarenai", vào ngày 8 tháng 11 năm 1995.
Bố mẹ li hôn khi còn nhỏ tuổi nên cuộc sống của cô gặp nhiều khó khăn. Cô có một em gái nhỏ hơn mình 12 tuổi. Vào ngày sinh nhật thứ 26, cô đã kết hôn với một trong những người hâm mộ tuyệt vời nhất của mình và sinh con trai đầu lòng vào ngày 6 tháng 9 năm 2001. Và vào ngày 9 tháng 9 năm 2007, cô đã có thêm con trai thứ hai của mình.

## Các album đã phát hành

### Album
- [1996.07.03] Red
- [1997.07.02] ParaDOX
- [1998.07.08] Crimson
- [2000.02.16] FOXTROT
- [2001.02.21] Purãnã
- [2004.02.18] 7 seven

### Album nhỏ
- [1999.05.19] ID (best album)
- [2001.09.27] The Last Quarter (ballad mini-album)
- [2003.03.26] ID:2 (best album)
- [2005.02.16] The First Quarter (ballad mini-album)
- [2005.11.09] R.U.O.K.?! (mini-album)

### Đĩa đơn
- [1995.11.08] Yume Miru Shoujo ja Irarenai (夢見る少女じゃいられない)
- [1996.02.07] Bye Bye. (バイバイ。)
- [1996.04.07] LIKE A HARD RAIN
- [1996.06.05] BREAK OUT!
- [1996.10.07] Koigokoro (恋心)
- [1997.02.13] Troublemaker (トラブルメイカー)
- [1997.05.01] Sweet Emotion
- [1997.11.12] Bad Girls
- [1998.02.04] Kanojo to Watashi no Jijou (彼女と私の事情)
- [1998.05.08] Nostalgia
- [1998.11.06] Lovin' you
- [1999.03.07] COSMIC LOVE
- [1999.07.23] Sekai wa Kono Te no Naka ni (世界はこの手の中に)
- [1999.09.29] Jealousy
- [1999.12.18] China Rose
- [2000.05.31] midnight blue
- [2000.08.09] SEVEN SEAS
- [2001.01.31] ~dandelion~
- [2001.01.31] NO FUTURE
- [2002.06.05] Owarinai Yume (終わりない夢)
- [2002.10.09] Roppongi Shinjuu (六本木心中)
- [2003.02.13] Shock of Love
- [2003.11.27] R-Shitei (R-指定)
- [2004.01.21] Ai no Uta -Magenta Rain- (愛ノ詩 -マジェンタレイン-)
- [2004.02.18] Round ZERO ~BLADE BRAVE
- [2004.09.29] Mangekyou / UNLIMITED (万華鏡)
- [2005.01.19] Kagiri Aru Hibiki (限りある響き)
- [2006.02.15] EVERYBODY GOES

### Đĩa đơn kĩ thuật số
- [2008.05.24] PRISM

## Bài hát chủ đề phim hoạt hình
- No Future - Zoids: New Century Zero bài hát chủ đề mở đầu phim
- Owarinai Yume - Inuyasha bài hát chủ đề mỏ đầu phim
- Unlimited - Samurai 7 bài hát chủ đề mở đầu phim
- Everybody Goes - Madan Senki Ryukendo bài hát chủ đề kết thúc phim
- Round ZERO ~ BLADE BRAVE - Kamen Rider Blade bài hát chủ đề kết thúc phim thứ 1
- Love Terrorist - Heavy Metal Thunder OST

## Các thành viên chơi trong ban nhạc cho Aikawa
- Ghita: Marty Friedman (ex. Megadeth)
- Ghita: Ishizuka Tomoaki, thường gọi là Pata trong nhóm X Japan
- Trống: Yamada Shinya (山田真矢? Sơn Điền Chân Thỉ) (ex. Luna Sea)
- Bass: 'Crazy' Cool Joe (ex. Dead End)
- Keyboards: "D.I.E" (ex. Hide with Spread Beaver)